# Plešivica (żupania primorsko-gorska)
Plešivica – wieś w Chorwacji, w żupanii primorsko-gorskiej, w mieście Vrbovsko. W 2011 roku liczyła 11 mieszkańców.